# Đêm thu
Đêm thu là ca khúc đầu tay của nhạc sĩ Đặng Thế Phong được ông viết cho đêm lửa trại của học sinh Hà Nội năm 1940.

## Nhận xét củaPhạm Duy
Bài Đêm thu được soạn với nhạc thuật Tây Phương dùng nhịp valse chậm để diễn tả lòng người trước cảnh đêm thu vắng vẻ:
Vườn khuya trăng rãi hoa đứng im như mắt buồn
Lòng ta xao xuyến lắng nghe lời hoa
Cánh hoa vương buồn trong gió
Ánh hương yêu nhẹ nhàng say, gió lay
Với một nét nhạc mineure rất đẹp, Đặng Thế Phong dẫn ta vào một vườn trăng để, cũng như Lê Thương trong Bản đàn xuân, tình tự với các loài hoa. Nhưng có lẽ Đặng Thế Phong thấy trước được mệnh yểu của mình nên muốn mở lòng ra thật rộng để thâu tóm vào đó tất cả cảnh vật chung quanh, từ tiếng côn trùng trong gió tới ánh sao trong vũ trụ. Ca khúc có hai phần, một phần theo âm hưởng mineure của Tây Phương, một phần nghiêng hẳn về nhạc ngũ cung Việt Nam (Ré Mi Sol La Si):
Đêm lắng buồn tiếng thu như thì thầm
Trong hàng cây trầm mơ
Làn gió lướt tới cuốn đưa hồn ta phiêu diêu
Theo mây trắng trôi lờ lững
Ngàn muôn tiếng réo rắt
Côn trùng như than van
Mơ hồ theo gió lan
Trăng xuống dần cỏ cây thêm âm thầm
Dâng buồn trong ánh sao
Như chiếu nhìn mắt ta bao lạnh lùng
Lay hồn ta rồi tan